# 알레산드라 마스트로나르디
알레산드라 마스트로나르디(Alessandra Mastronardi, 1986년 2월 18일 ~ )는 이탈리아의 배우이다.

## 출연 작품
- 오치 앤 더 미스터리 오브 타임 (2018)
- 로스트 인 플로렌스 (2017)
- 마스터 오브 제로 시즌2 (2017)
- 티타늄 화이트 (2016)
- 라이프 (2015)
- 아메리쿠아 (2013)
- 더 피프쓰 휠 (2013)
- 타이타닉: 블러드 앤 스틸 (2012)
- 로마 위드 러브 (2012)